# Ordini, decorazioni e medaglie dell'Unione Sovietica
Gli ordini, le medaglie e le decorazioni dell'Unione Sovietica sono decorazioni dell'ex Unione Sovietica che riconosceva conquiste e realizzazioni personali, sia militari che civili.  Alcuni dei premi, delle decorazioni e degli ordini sono stati cessati dopo lo scioglimento dell'Unione Sovietica, mentre altri sono ancora emessi dalla Federazione Russa a partire dal 7 settembre 2010. Una vasta gamma di premi e decorazioni sovietici copre il vasto e diversificato periodo storico dal 1917 al 1991.

## Titoli onorifici
| Nastro | Onorificenza                                          |
| ------ | ----------------------------------------------------- |
|        | Eroe dell'Unione Sovietica                            |
|        | Eroe del lavoro socialista                            |
|        | Madre eroica                                          |
|        | Pilota collaudatore onorato dell'Unione Sovietica     |
|        | Navigatore collaudatore onorato dell'Unione Sovietica |
|        | Pilota-cosmonauta dell'Unione Sovietica               |
|        | Pilota militare onorato dell'Unione Sovietica         |
|        | Navigatore militare onorato dell'Unione Sovietica     |
|        | Pilota onorato dell'Unione Sovietica                  |
|        | Navigatore onorato dell'Unione Sovietica              |
|        | Inventore onorato dell'Unione Sovietica               |
|        | Donatore di Sangue Onorato dell'Unione Sovietica      |
|        | Medico del popolo dell'Unione Sovietica               |
|        | Architetto del popolo dell'Unione Sovietica           |
|        | Insegnante del popolo dell'Unione Sovietica           |
|        | Artista del popolo dell'Unione Sovietica              |
|        | Pittore del popolo dell'Unione Sovietica              |

## Ordini militari
| Nastro | Onorificenza                                                     |
| ------ | ---------------------------------------------------------------- |
|        | Ordine della Vittoria                                            |
|        | Ordine della Bandiera rossa                                      |
|        | Ordine della Stella Rossa                                        |
|        | Ordine della Guerra Patriottica di I Classe                      |
|        | Ordine della Guerra Patriottica di II Classe                     |
|        | Ordine di Alexander Nevsky                                       |
|        | Ordine di Suvorov di I Classe                                    |
|        | Ordine di Suvorov di II Classe                                   |
|        | Ordine di Suvorov di III Classe                                  |
|        | Ordine di Kutuzov di I Classe                                    |
|        | Ordine di Kutuzov di II Classe                                   |
|        | Ordine di Kutuzov di III Classe                                  |
|        | Ordine di Bogdan Chmel'nyc'kyj di I Classe                       |
|        | Ordine di Bogdan Chmel'nyc'kyj di II Classe                      |
|        | Ordine di Bogdan Chmel'nyc'kyj di III Classe                     |
|        | Ordine della Gloria di I Classe                                  |
|        | Ordine della Gloria di II Classe                                 |
|        | Ordine della Gloria di III Classe                                |
|        | Ordine di Ušakov di I Classe                                     |
|        | Ordine di Ušakov di II Classe                                    |
|        | Ordine di Nachimov di I Classe                                   |
|        | Ordine di Nachimov di II Classe                                  |
|        | Ordine del Servizio alla Patria nelle Forze Armate di I Classe   |
|        | Ordine del Servizio alla Patria nelle Forze Armate di II Classe  |
|        | Ordine del Servizio alla Patria nelle Forze Armate di III Classe |

## Ordini militari e civili
| Nastro | Onorificenza                      |
| ------ | --------------------------------- |
|        | Ordine di Lenin                   |
|        | Ordine dell'Amicizia tra i Popoli |

## Ordini civili
| Nastro | Onorificenza                                      |
| ------ | ------------------------------------------------- |
|        | Ordine della Bandiera rossa del lavoro            |
|        | Ordine del Distintivo d'Onore                     |
|        | Ordine della Gloria della Maternità di I Classe   |
|        | Ordine della Gloria della Maternità di II Classe  |
|        | Ordine della Gloria della Maternità di III Classe |
|        | Ordine della Rivoluzione d'ottobre                |
|        | Ordine della Gloria del Lavoro di I Classe        |
|        | Ordine della Gloria del Lavoro di II Classe       |
|        | Ordine della Gloria del Lavoro di III Classe      |
|        | Ordine del Coraggio Personale                     |

## Medaglie militari

### Medaglie generali
| Nastro | Onorificenza                                                                |
| ------ | --------------------------------------------------------------------------- |
|        | Medaglia per il coraggio                                                    |
|        | Medaglia per merito in battaglia                                            |
|        | Medaglia del partigiano della grande guerra patriottica di I Classe         |
|        | Medaglia del partigiano della grande guerra patriottica di II Classe        |
|        | Medaglia di Ušakov                                                          |
|        | Medaglia di Nachimov                                                        |
|        | Medaglia per la distinzione nella guardia dei confini dell'Unione Sovietica |
|        | Medaglia per distinzione nella tutela dell'ordine pubblico                  |
|        | Medaglia per distinzione nel servizio militare di I Classe                  |
|        | Medaglia per distinzione nel servizio militare di II Classe                 |
|        | Medaglia per il rafforzamento della cooperazione militare                   |
|        | Medaglia per servizio impeccabile di I Classe                               |
|        | Medaglia per servizio impeccabile di II Classe                              |
|        | Medaglia per servizio impeccabile di III Classe                             |
|        | Medaglia del veterano delle forze armate dell'Unione Sovietica              |

### Medaglie di campagna

#### Medaglie di difese nella Seconda Guerra Mondiale
| Nastro | Onorificenza                                     |
| ------ | ------------------------------------------------ |
|        | Medaglia per la difesa di Leningrado             |
|        | Medaglia per la difesa di Odessa                 |
|        | Medaglia per la difesa di Sebastopoli            |
|        | Medaglia per la difesa di Stalingrado            |
|        | Medaglia per la difesa di Mosca                  |
|        | Medaglia per la difesa del Caucaso               |
|        | Medaglia per la difesa del Transartico sovietico |
|        | Medaglia per la difesa di Kiev                   |

#### Medaglie di offensive nella Seconda Guerra Mondiale
| Nastro | Onorificenza                                                                      |
| ------ | --------------------------------------------------------------------------------- |
|        | Medaglia per la cattura di Berlino                                                |
|        | Medaglia per la cattura di Budapest                                               |
|        | Medaglia per la cattura di Königsberg                                             |
|        | Medaglia per la cattura di Vienna                                                 |
|        | Medaglia per la liberazione di Praga                                              |
|        | Medaglia per la liberazione di Varsavia                                           |
|        | Medaglia per la liberazione di Belgrado                                           |
|        | Medaglia per la vittoria sulla Germania nella grande guerra patriottica 1941-1945 |
|        | Medaglia per la vittoria sul Giappone                                             |

## Medaglie civili
| Nastro | Onorificenza                                                                     |
| ------ | -------------------------------------------------------------------------------- |
|        | Medaglia al valore del lavoro                                                    |
|        | Medaglia per distinzione nel lavoro                                              |
|        | Medaglia al merito del lavoro durante la grande guerra patriottica del 1941-1945 |
|        | Medaglia per il salvataggio dall'annegamento                                     |
|        | Medaglia per il coraggio durante un incendio                                     |
|        | Medaglia "Veterano del Lavoro"                                                   |

### Medaglie per il restauro e lo sviluppo delle campagne, delle miniere, delle industrie e delle ferrovie
| Nastro | Onorificenza                                                                                               |
| ------ | --- |
|        | Medaglia per il restauro delle miniere di carbone del Bacino del Donec                                     |
|        | Medaglia per il restauro del settore siderurgico del Sud                                                   |
|        | Medaglia per lo sviluppo delle terre vergini                                                               |
|        | Medaglia per la costruzione della ferrovia Baikal-Amur                                                     |
|        | Medaglia per la trasformazione delle terre non nere della Repubblica Socialista Federativa Sovietica Russa |
|        | Medaglia per la prospezione mineraria e l'espansione del complesso petrolchimico della Siberia occidentale |

### Medaglie della maternità
| Nastro | Onorificenza                          |
| ------ | ------------------------------------- |
|        | Medaglia della maternità di I Classe  |
|        | Medaglia della maternità di II Classe |

## Medaglie commemorative

### Medaglie per i giubilei delle forze armate sovietiche
| Nastro | Onorificenza                                                                          |
| ------ | ------------------------------------------------------------------------------------- |
|        | Medaglia per il giubileo dei 20 anni dell'Armata Rossa dei lavoratori e dei contadini |
|        | Medaglia per il giubileo dei 30 anni dell'esercito e della marina sovietica           |
|        | Medaglia per il giubileo dei 40 anni delle forze armate dell'Unione Sovietica         |
|        | Medaglia per il giubileo dei 50 anni delle forze armate dell'Unione Sovietica         |
|        | Medaglia per il giubileo dei 60 anni delle forze armate dell'Unione Sovietica         |
|        | Medaglia per il giubileo dei 70 anni delle forze armate dell'Unione Sovietica         |

### Medaglie per i giubilei della seconda guerra mondiale
| Nastro | Onorificenza                                                                                      |
| ------ | ------------------------------------------------------------------------------------------------- |
|        | Medaglia per il giubileo dei 20 anni della vittoria della grande guerra patriottica del 1941-1945 |
|        | Medaglia per il giubileo dei 30 anni della vittoria della grande guerra patriottica del 1941-1945 |
|        | Medaglia per il giubileo dei 40 anni della vittoria della grande guerra patriottica del 1941-1945 |

### Altre medaglie commemorative
| Nastro | Onorificenza |
| ------ | --- |
|        | Medaglia commemorativa per l'800º anniversario di Mosca                                                         |
|        | Medaglia commemorativa per il 250º anniversario di Leningrado                                                   |
|        | Medaglia commemorativa per il 1500º anniversario di Kiev                                                        |
|        | Medaglia commemorativa per il giubileo dei 50 anni della milizia sovietica                                      |
|        | Medaglia commemorativa per il giubileo dei 100 anni dalla nascita di Vladimir Il'ich Lenin per lavoro valente   |
|        | Medaglia commemorativa per il giubileo dei 100 anni dalla nascita di Vladimir Il'ich Lenin al valore militare   |
|        | Medaglia commemorativa per il giubileo dei 100 anni dalla nascita di Vladimir Il'ich Lenin per leader stranieri |

## Premi
| Nastro | Onorificenza                          |
| ------ | ------------------------------------- |
|        | Premio Lenin                          |
|        | Premio Stalin                         |
|        | Premio di Stato dell'Unione Sovietica |